# The Memphis Blues World Tour
The Memphis Blues Tour es una gira de conciertos por la cantante y escritora Cyndi Lauper en apoyo de su álbum Memphis Blues. Se editara un DVD de la gira según Cyndi.
La gira cuenta con las actuaciones de varios invitados especiales. Sharon Jones y the Dap Kings estuvieron con Lauper el 6 de agosto en el Anfiteatro Chastain Park. David Rhodes fue el acto de apertura de Lauper en varias paradas en la gira. Cyndi recaudado más de 28 millones de dólares con esta gira.

## Antecedentes y Recorrido
Lauper anunció en abril de 2011 que estaría de gira de nuevo. Ella afirmó que la gira se centraría principalmente en el sonido de blues de su álbum en promoción, además de interpretar algunos de sus clásicos. Durante la gira se donó a organizaciones benéficas que eran apoyadas por Cyndi. Además se unió a Charlie Musselwhite y Allen Toussaint que habían colaborado en su último álbum. Durante su gira en Japón ocurrió el terremoto en el país en 2011, igual ella no se fue de la isla y pudo continuar con sus conciertos programados. Igual ella donó sus ganancias a la ayuda de las víctimas. En Argentina, tuvo una actuación improvisada de su éxito "Girls Just Want to Have Fun" en el Aeroparque Jorge Newbery.

## Actos de Apertura
- David Rhodes (América del Norte)[8]
- Charlie Musselwhite (América del Norte)
- Sharon Jones and the Dap Kings (Atlanta-agosto de 2010)[9]
- Allen Toussaint (Los Ángeles-agosto de 2010)
- The Ferocious Few (América del Norte, la 2 ª etapa, ciertas fechas)[10]
- Lan Lan (Brasil)[11]
- Casey Donovan (Australia, ciertas fechas)[12]
- Rainy Boy Sleep (Inglaterra, Escocia)
- Neema (Istres)[13]

## Listado de canciones
El listado de canciones cambiaba en cada fecha, estos son unos ejemplos.

## Crítica
La gira fue elogiada por los críticos de música y conciertos. Katherine Feeny, de Brisbane Times, dio al concierto cuatro de cinco estrellas, diciendo "Es sólo uno de los ejemplos de su habilidad para congraciarse a ella misma en la sala (...) tiene una gran capacidad y experiencia. También lo que falta en Lauper es una necesidad de una etapa vistosa y de iluminación. Sus rangos vocales y su empuje dan una presencia que llena el escenario." Michael Dwyer, de The Sydney Morning Herald, le dio tres estrellas de cinco estrellas. En Europa Kate Watkins, de City Life, le dio cuatro de cinco estrellas y dijo "La noche terminó con una versión oscura de True Colors, que mostró la profundidad y el sentimiento en su voz que solo ha mejorado por cantar blues".